# Burn (EP de Fear Factory)
Burn, es el segundo EP de la banda de metal industrial Fear Factory. Publicado el 8 de enero de 1997 por el sello Roadrunner Records.
Es el único sencillo del álbum de remezclas Remanufacture (Cloning Technology).
La pista 3 fue lanzada previamente en el EP The Gabber Mixes bajo el título 'New Breed (Steel Gun Mix)'. Las pistas 2, 3 y 4 se incluyeron más tarde en la compilación de 'caras B' Hatefiles.

## Lista de canciones
| N.º | Título                             | Duración |  |
| 1.  | «Burn» (remix de Junkie XL)        | 5:04     |  |
| 2.  | «Cyberdyne» (remix de Junkie XL)   | 4:29     |  |
| 3.  | «Transgenic» (remix de Technohead) | 5:43     |  |
| 4.  | «Refueled» (remix de Junkie XL)    | 4:36     |  |

## Personal
- Burton C. Bell - voz, letra pista 3
- Dino Cazares - guitarra, letra pista 3, música
- Christian Olde Wolbers - bajo
- Raymond Herrera - batería, música
- Colin Richardson - productor (todas las pistas originales)[3]